# Liste der Träger des Verdienstordens des Landes Rheinland-Pfalz/1999
Im Jahr 1999 wurden folgende Personen mit dem Verdienstorden des Landes Rheinland-Pfalz geehrt:
| Ordensträger             | Lebensdaten | Wohnort                    | Wirken                                                                                   |
| ------------------------ | ----------- | -------------------------- | ---------------------------------------------------------------------------------------- |
| Willi Alter              |             | Neustadt an der Weinstraße |                                                                                          |
| Ursula Dahlke            |             | Hermeskeil                 |                                                                                          |
| Erika Dannhäuser         |             | Mayen                      |                                                                                          |
| Ernst Denner             |             | Ludwigshafen am Rhein      |                                                                                          |
| Herta Denner             |             | Ludwigshafen am Rhein      |                                                                                          |
| Ulla Ellerstorfer        |             | Wiesbaden                  |                                                                                          |
| Nina Emanuel             |             | Leinsweiler                | Enkelin von Max Slevogt                                                                  |
| Max Hamsch               |             | Bornich                    |                                                                                          |
| Luise Herklotz           | 1918–2009   | Speyer                     | Politikerin (SPD)                                                                        |
| Rainer Hettich           |             | Trier                      |                                                                                          |
| Reiner Jäck              |             | Bretzenheim                |                                                                                          |
| Hartmut Jatzko           | * 1938      | Krickenbach                | Arzt, seit 1989 in der Katastrophennachsorge der Ramsteinopfer und Hinterbliebenen tätig |
| Sybille Jatzko           | * 1950      | Krickenbach                | Gesprächstherapeutin, in der Katastrophennachsorge von Opfern und Hinterbliebenen tätig  |
| Marianne Jost            |             | Trier                      |                                                                                          |
| Günter Jung              |             | Linz am Rhein              |                                                                                          |
| Maria Klein              |             | Wittlich                   |                                                                                          |
| Friedrich Kuntz          | * 1934      | Haßloch                    | tätig an der Volkshochschule Ludwigshafen                                                |
| Nikolaus Lenzen          |             | Trier                      |                                                                                          |
| Joseph Maraite           |             | Eupen                      |                                                                                          |
| Herbert H. W. Metzger    |             | Mutterstadt                | Unternehmer                                                                              |
| Jos Meunier              |             | Oberkorn                   |                                                                                          |
| Iraj Niroomand           |             | Annweiler am Trifels       |                                                                                          |
| Katharina Nuß            |             | Alzey                      |                                                                                          |
| Rudolf Rinck             |             | Bernkastel-Kues            |                                                                                          |
| Gertrud Rittmann-Fischer | 1922–2021   | Großlittgen                |                                                                                          |
| Berthold Roland          | 1928–2022   | Mannheim                   | Kunstkritiker                                                                            |
| Hedwig Schardt           | 1924–2004   | Kirchheimbolanden          | Lehrerin und Politikerin (SPD)                                                           |
| Jean-Claude Schlumberger |             | Mainz                      |                                                                                          |
| Hildegard Schmaglinski   |             | Fachbach                   |                                                                                          |
| Heiner Seidlitz          |             | Neustadt an der Weinstraße |                                                                                          |
| Rolf Spangenberg         | 1932–2020   | Ingelheim am Rhein         | Tierarzt, Autor und Moderator                                                            |
| Ferdinand Stark          | 1926–2001   | Mainz                      | Jurist und Politiker (CDU)                                                               |
| Elfriede Weichel         |             | Neuwied                    |                                                                                          |
| Anneliese Weigand        |             | Taunusstein                |                                                                                          |